# پل بند (تایباد)
پل بند (تایباد)، روستایی از توابع بخش میان‌ولایت شهرستان تایباد در استان خراسان رضوی ایران است.

## جمعیت
این روستا در دهستان دشت تایباد قرار دارد و براساس سرشماری مرکز آمار ایران در سال ۱۳۸۵، جمعیت آن ۲٬۰۹۲ نفر (۴۴۰خانوار) بوده‌است.

از مكانهاي ديدني اين روستا مي توان به سد پلبند و تپه سرخ (شکسته) و  پير بنوش اشاره كرد.